# La ley de la frontera
La ley de la frontera és una pel·lícula coproducció de l'Argentina i Espanya filmada en colors dirigida per Adolfo Aristarain sobre el seu propi guió escrit segons un argument de Miguel-Anxo Murado que es va estrenar el 24 d'agost de 1995 i que va tenir com a actors principals a Pere Ponce, Aitana Sánchez-Gijón, Achero Mañas i Federico Luppi. La pel·lícula va ser filmada parcialment al Parc Nacional de Peneda-Gerês, Portugal i a Ourense, Pontevedra, Lugo i La Corunya.

## Sinopsi
Dos lladres (el portuguès João, capellà renegat, i el gallec Xan, fill d'un minaire) i una fotògrafa s'uneixen a un bandoler argentí de principis del segle xx.

## Repartiment
- Pere Ponce	...	João
- Aitana Sánchez-Gijón	...	Bárbara (John)
- Achero Mañas	...	Xan
- Federico Luppi	...	El Argentino
- Tito Valverde	...	Sergent Guardia Civil
- Agustín González	...	Capitán Legión
- Enrique San Francisco	...	Recaudador
- Tony Zenet	...	Octavio
- Antonio Gamero	...	Barber
- Francisco Merino	...	Maragato
- María Adánez	...	María
- Felipe García Vélez	...	Cabo guardia
- José María Sacristán	...	Administrador
- Emiliano Redondo	...	Prior convent
- Ramiro Alonso	...	Guàrdia civil 2
- Raquel Sanchís	...	Mesonera
- Rubén Tobía	...	Alcalde
- Javier Lago	...	Guardinha
- José Luis Santos	...	Pare de Joao
- Gloria Ferreiro	...	Mare de Joao
- Félix Granado	...	Advocat
- Vicente Montoto	...	Taverner
- Ernesto Chao	...	Veí
- Pilar Martínez
- Noé Orosa	...	Nen minaire
- Sergio Pazos	...	Lamacide
- Santiago Fernández	...	Minaire 1
- Antonio Lagares	...	Minaire 2
- Alfredo Rodríguez	...	Guàrdia mines
- José M. Conde	...	Jugador
- Chencho Campos	...	Pagador mines
- Elina Luaces	...	Senyora cotxe
- José María Martínez...	Ajudant alcalde
- Willy Toledo	...	Guàrdia Presó
- Ignacio Carreño	...	Bandit
- Ricardo Cruz	...	Bandit
- Santiago García	...	Bandit
- Luis Gutiérrez	...	Bandit
- Sergio Atares	...	Bandit
- Eugenio Alonso Yenes	...	Bandit
- Juan Cruz	...	Bandido
- Domicio Melero	...	Bandit
- Lucas Uranga	...	Pastor
- Maribel Pérez		...	Mossa
- José María Olaizola	...	Sacerdot gallec
- Raúl de la Morena	...	Gregorio
- Enrique Salvador	...	Cavallista
- Daniel Krisna Herrero	...	Cavallista
- Manuel Cabrera		...	Cavallista
- Domingo Cobo	...	Cavallista
- Manuel Botana
- Ismael Martínez
- Antonio Resines
- Alexia Pardo	...	Ella mateixa

## Comentaris
Manrupe y Portela escriuen:
| « | «Veritablement entretingut. Interessa veure els temes i obsessions del director en un entorn diferent a l'habitual.» | » |

Ámbito Financiero va escriure:
| « | «Alegra veure el film d'un argentí sense psicologismes ni frases trillades.» | » |

La Nación opinó:
| « | «.» | » |

Ricardo García Olivieri a Clarín dijo:
| « | «Caldria veure més d'una vegada La Ley... i tenir en compte l'ajustat termini dins del qual va ser facturada, per a advertir fins a quin punt Aristarain domina el seu ofici.» | » |

## Premis i nominacions
Asociación de Cronistas Cinematográficos de la Argentina, Premis Cóndor de Plata 1996
- Nominada al Premi a la Millor Pel·lícula.
- Adolfo Aristarain, nominat al Premi al Millor Director
- Aitana Sánchez-Gijón, nominada al Premi a la millor Actriu

Federico Luppi, nominat al Premi al Millor Actor de Repartiment
Adolfo Aristarain, nominat al Premi al Millor Guió original
Fotogramas de Plata 1995
- Aitana Sánchez-Gijón, nominada al Fotogramas de Plata a la millor actriu de cinema

X Premis Goya, 1996
- Federico Luppi, nominat al Premio al Millor Actor de Repartiment
- María José Iglesias, nominada al Goya al millor disseny de vestuari

Premi Sant Jordi de Cinematografia 1996
- Federico Luppi, guanyador del Premi al Millor Actor Espanyol per Nadie hablará de nosotras cuando hayamos muerto.[5]